# Lega Ernica
La Lega ernica fu un'alleanza politico-militare esistente nel VI-III secolo a.C.
Verso la fine del VI secolo Aletrium costituiva la Lega Ernica e la sua roccaforte assunse un ruolo strategico fondamentale . A tale lega partecipavano le principali città del popolo italico degli Ernici: Anagnia, Aletrium, Ferentinum e Verulae. La coalizione aveva lo scopo di difendere il territorio abitato dagli Ernici da un lato contro la crescente presenza di Roma, dall'altra dalle frequenti incursioni dei Volsci e dei sanniti. 
I rappresentanti delle città erniche si riunivano periodicamente al Circo Marittimo, d'incerta collocazione in territorio di Anagnia ed al tempio della Bellona, sul colle dei Cappuccini, in territorio di Aletrium; ma, almeno per quanto riguarda l'età storica, condizionata fortemente da Roma, non si arrivava mai ad una vera e propria alleanza o, almeno, allo stabilire una politica estera comune, tant'è vero che, negli episodi delle guerre puniche e sannitiche, Aletrium, Ferentinum e Verulae rimasero alleate di Roma e si videro riconfermato il patto di alleanza, sottoscritto già dal tempo di Tarquinio il Superbo, mentre Anagni ne approfittò per cercare di scrollarsi il giogo romano ed insieme ad altre città, dichiarò guerra a Roma . 